# Vịnh Mai
Vịnh Mai (tiếng Trung: 咏梅; bính âm: Yǒng Méi; sinh ngày 14 tháng 2 năm 1970) là một nữ diễn viên Trung Quốc. Năm 2019, cô đã giành giải Gấu bạc cho Nữ diễn viên chính xuất sắc nhất tại Liên hoan phim Quốc tế Berlin lần thứ 69 nhờ diễn xuất trong bộ phim Thiên trường địa cửu của đạo diễn Vương Tiểu Soái.

## Giải thưởng và đề cử
| Năm  | Giải thưởng                   | Hạng mục                                       | Tác phẩm         | Kết quả   | Ref.  |
| ---- | ----------------------------- | ---------------------------------------------- | ---------------- | --------- | ----- |
| 2016 | Chinese Film Media Awards     | Best Supporting Actress                        | The Assassin     | Đề cử     | [ 1 ] |
| 2019 | Liên hoan phim quốc tế Berlin | Giải Gấu bạc cho nữ diễn viên xuất sắc nhất    | So Long, My Son  | Đoạt giải | [ 2 ] |
| 2019 | Giải Kim Kê                   | Nữ diễn viên xuất sắc nhất                     | So Long, My Son  | Đoạt giải | [ 3 ] |
| 2020 | Giải thưởng điện ảnh châu Á   | Nữ diễn viên xuất sắc nhất                     | So Long, My Son  | Đề cử     | [ 1 ] |
| 2020 | Giải Bạch Ngọc Lan            | Best Supporting Actress in a Television Series | A Little Reunion | Đề cử     | [ 1 ] |